# Tanypleurus alicornis
Tanypleurus alicornis is een eenoogkreeftjessoort uit de familie van de Tanypleuridae. De wetenschappelijke naam van de soort is voor het eerst geldig gepubliceerd in 1861 door Steenstrup & Lütken.